# Dysdera erythrina
Dysdera erythrina és una espècie d'aranya araneomorfa de la família dels disdèrids (Dysderidae). Fou descrita per primera vegada l'any 1802 per Walckenaer. És gairebé indistingible de Dysdera crocata, però és molt menys comuna i té un rang geogràfic molt més petit. Igual que D. Crocata, aquesta aranya utilitza els seus grans quelícers, enormes, per matar porquets de sant Antoni, així com peixets d'argent, dermàpters, milpeus i fins i tot centpeus.

## Distribució
L'espècie es troba per Europa Occidental i Central. També en el del sud de Gran Bretanya.